# Нова Єва
«Нова Єва» (словац. Eva Nová) — словацько-чеський драматичний фільм, знятий Марко Скопом. Світова прем'єра стрічки відбулась 11 вересня 2015 року на міжнародному кінофестивалі в Торонто. Фільм розповідає про відому акторку та співачку часів комунізму — Єву Нову. Багато років тому вона кинула сина заради своєї кар'єри. Тепер вона виходить із реабілітаційного центру, щоб це виправити.
Фільм був висунутий Словаччиною на премію «Оскар» за найкращий фільм іноземною мовою.

## У ролях
- Емілія Вашаріова — Єва
- Мілан Ондрік — Додо
- Аніко Варга — Гелена

## Визнання
| Нагороди та номінації фільму «Нова Єва» | Нагороди та номінації фільму «Нова Єва» | Нагороди та номінації фільму «Нова Єва»                                           | Нагороди та номінації фільму «Нова Єва» | Нагороди та номінації фільму «Нова Єва» | Нагороди та номінації фільму «Нова Єва» |
| Рік                                     | Кінопремія / Кінофестиваль              | Категорія / Нагорода                                                              | Номінант                                | Результат                               |                                         |
| --------------------------------------- | --------------------------------------- | --------------------------------------------------------------------------------- | --------------------------------------- | --------------------------------------- | --------------------------------------- |
| 2015                                    | Міжнародний кінофестиваль у Торонто     | Приз ФІПРЕССІ за найкращий фільм програми «Відкриття»                             | «Нова Єва»                              | Перемога                                |                                         |
| 2015                                    | Цюрихський кінофестиваль                | Найкращий фільм                                                                   | «Нова Єва»                              | Номінація                               |                                         |
| 2016                                    | Клівлендський міжнародний кінофестиваль | Нагорода імені Джорджа Ганда III за найкращий фільм Центральної та Східної Європи | «Нова Єва»                              | Номінація                               |                                         |